# کارم تموم نشده
«کارم تموم نشده» تک‌آهنگی از هنرمند اهل ترینیداد و توباگو ، نیکی میناژ است که در سال ۲۰۱۰ میلادی منتشر شد.